# Hexic
Hexic é um jogo eletrônico de quebra-cabeça em que se deve rotacionar blocos hexagonais para criar determinados padrões. Foi desenvolvido por Alexey Pajitnov, conhecido por ter sido o criador do Tetris. O jogo eletrônico foi desenvolvido pela Carbonated Games, e está disponível como parte da área de jogos do MSN.

## Lançamentos
O Hexic foi lançado originalmente como parte dos jogos do MSN. A versão Hexic HD foi desenvolvida posteriormente pela Microsoft Game Studios e pela Carbonated Games para o Xbox 360, vindo pré-instalado nos discos rígidos dos Xbox 360 como parte do Xbox Live Arcade.
Em agosto de 2007 a Microsoft lançou Hexic 2 para o Xbox Live Arcade, com novas funcionalidades e um modo multijogador. Uma versão Hexic Tablet foi lançada para a edição Tablet PC do Windows XP.
O jogo também está disponível da versão 3.0 do firmware do Zune, lançado em 16 de setembro de 2008.